# داثان ريتزينهين
داثان ريتزينهين (بالإنجليزية: Dathan Ritzenhein) (ولد في 30 ديسمبر 1982) عداء أميركي للمسافات الطويلة. حامل الرقم أميركي القياسي في 5000 متر لسنة 2009-2010، وقد تم تحطيم اللقب من قبل برنارد لاجات. ريتزينهين بطل الولايات المتحدة الأمريكية ثلاث مرات في بطولة الضاحية عام 2005و 2008و 2010.
كان ريتزينهين العداء الأول في مدرسة روكفورد الثانوية في ميشيغان وجامعة كولورادو في بولدر. وكان جزء من طبقة طلاب ثانوية ممتازين عام 2001 التي أنتجت أيضا حامل الرقم الأميركي ميل آلان ويب والأميركي ريان هول حامل الرقم العالمي في مسابقات نصف الماراثون.

## روابط خارجية
- داثان ريتزينهين على موقع الاتحاد الدولي لألعاب القوى (الإنجليزية)
- داثان ريتزينهين على موقع الاتحاد الأمريكي لسباقات المضمار والميدان (الإنجليزية)
- داثان ريتزينهين على موقع الدوري الماسي (الإنجليزية)
- داثان ريتزينهين على موقع اللجنة الأولمبية الدولية (الإنجليزية)
- داثان ريتزينهين على موقع أوليمبيديا (الإنجليزية)
- داثان ريتزينهين على موقع اللجنة الأولمبية والبارالمبية الأمريكية (الإنجليزية)